# ニシムラサキエボシドリ
ニシムラサキエボシドリ （Musophaga violacea）は、カッコウ目エボシドリ科に分類される鳥類の一種。

## 分布
アフリカ